# スポケーン交響楽団
スポケーン交響楽団（スポケーンこうきょうがくだん、英語: Spokane Symphony）は、アメリカ合衆国のワシントン州スポケーン市を本拠地とする、70人の奏者を持つオーケストラである。年間の公演回数は60を超え、毎年15万人以上の聴衆が訪れている。

## 沿革・概要
1945年に「スポケーン・フィルハーモニック」として設立。1962年に現在の名称である「スポケーン交響楽団」に改称。

## 活動
シーズン中には、クラシック演奏会、スーパー・ポップス公演、ファミリーコンサートなどがフォックス・シアターにて開催される。また、「室内楽の夜会」シリーズを2000年より、ダベンポート・ホテルのマリー・アントワネット・ルームにて開催。アイダホ州サンドポイント市で行われる音楽祭「フェスティバル・アット・サンドポイント」に招待されている。
クラシックの演奏会は現地のラジオ局「91.1 KPBX-FM」の放送により聴くことが出来る。

## 歴代音楽監督
1. ハロルド・ポール・ウェーラン Harold Paul Whelan （1945年 - 1961年）
2. ドナルド・チュリーン Donald Thulean （1962年 - 1984年、名誉指揮者）
3. ガンサー・シュラー Gunther Schuller （1984年 - 1985年）
4. ブルース・ファーデン Bruce Ferden （1985年 - 1991年）
5. ヴァフタン・ヨルダニア Vakhtang Jordania （1991年 - 1993年）
6. ファビオ・メケッティ Fabio Mechetti （1993年 - 2004年、桂冠指揮者)
7. エッカルト・プロイ Eckart Preu （2004年 - 2019年）
8. ジェームス・ロウ James Lowe （2019年 - ）[5]